# Expansion Pak

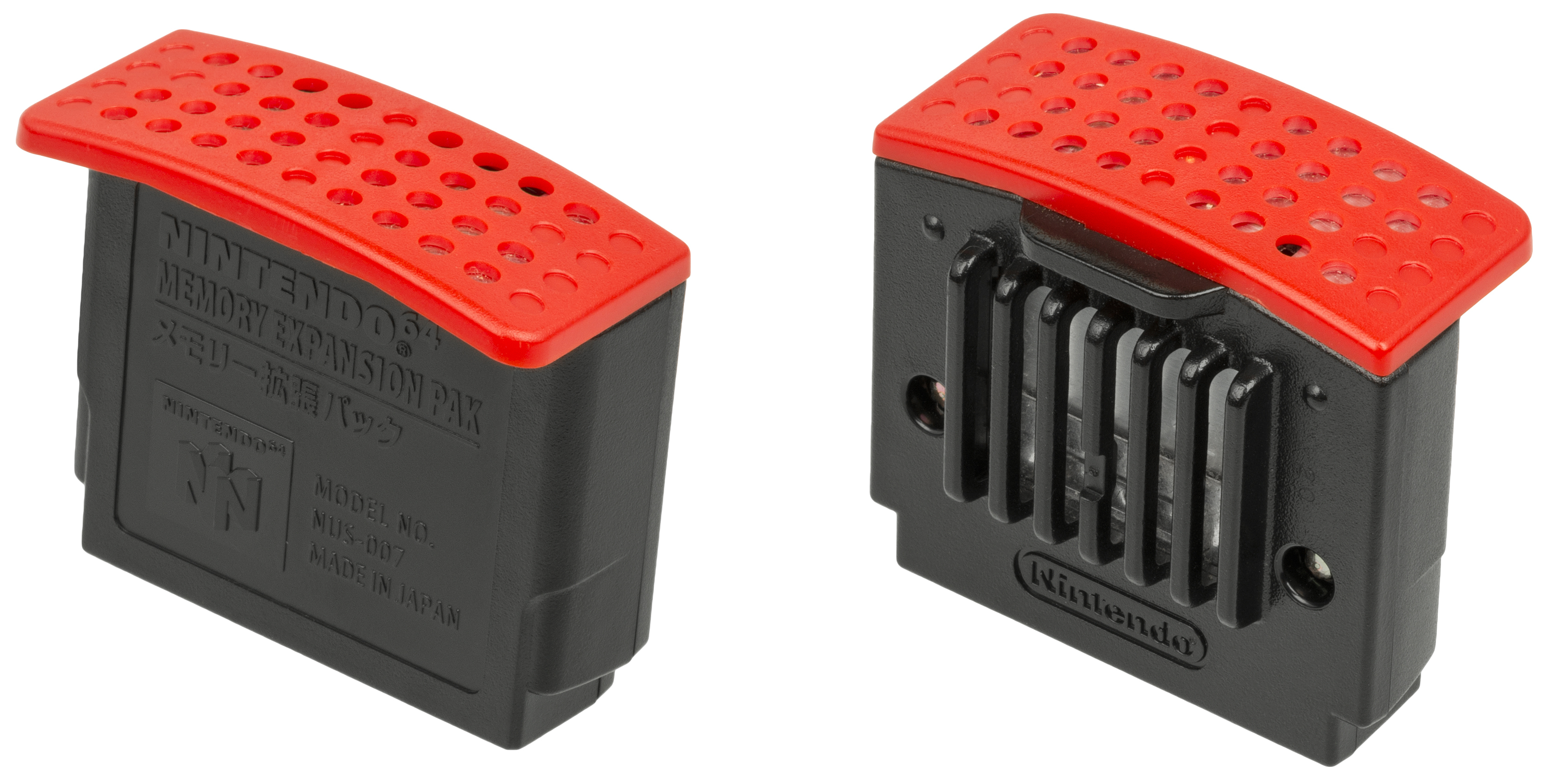
Vorder- und Hinteransicht eines Expansion Paks

Nahansicht eines Expansion Paks

Das Expansion Pak ist eine RAM-Erweiterung für den Nintendo 64, die an der Oberseite der Konsole eingesteckt werden kann. Dabei wird vorher das Jumper Pak, das als Platzhalter fungiert, entfernt. Dadurch stehen dem Nintendo 64 zusätzliche 4 MB RAM zur Verfügung; Der Arbeitsspeicher des Nintendo 64 verdoppelt sich auf 8 MB. Die Konsole benötigt zwingend eines der Paks im Schacht für den Betrieb. Für den Nintendo DS ist ein Memory Expansion Pak verfügbar, das nur vom Nintendo DS Browser benutzt wurde.

## Geschichte
Ursprünglich war vorgesehen, das Expansion Pak mit dem 64DD zusammen zu vertreiben. Nachdem das 64DD in Amerika und Europa nicht veröffentlicht werden sollte, wurde das Expansion Pak einzeln sowie in einem Set mit dem Spiel Donkey Kong 64 vertrieben, das das erste Spiel war, das ein Expansion Pak zwingend voraussetzte.

## Zweck des Expansion Pak
Dank des größeren Speichers stand den Spiele-Entwicklern mehr Hardwarespeicher zur Verfügung. Am häufigsten nutzen die Entwickler dies, um die Spiele im sogenannten „High-Resolution-Mode“ darzustellen: Statt der Standardauflösung von 320 × 240 Pixel wurden die Spiele mit der vierfachen Anzahl an Pixeln (640 × 480) dargestellt. Bei anderen Spielen wurde das Expansion Pak verwendet, um mehrere Objekte gleichzeitig darstellen zu können, ohne einen Verlust in der Bildwiederholfrequenz in Kauf nehmen zu müssen.

## Spiele
| Title                                        | Expansion Pak | Anmerkung |
| -------------------------------------------- | ------------- | --- |
| 007 James Bond: Die Welt ist nicht genug     | kompatibel    | verbessert Grafik und Effekte |
| Aidyn Chronicles: The First Mage             | kompatibel    | ermöglicht die „High-Resolution“-Grafik. |
| All-Star Baseball 2000                       | kompatibel    | |
| All-Star Baseball 2001                       | kompatibel    | |
| Armorines: Project S.W.A.R.M.                | kompatibel    | |
| Army Men: Air Combat                         | kompatibel    | |
| Army Men: Sarge's Heroes                     | kompatibel    | |
| Army Men: Sarge's Heroes 2                   | kompatibel    | |
| Battlezone: Rise of the Black Dogs           | kompatibel    | |
| Castlevania: Legacy of Darkness              | kompatibel    | |
| Command & Conquer                            | kompatibel    | ermöglicht die „High-Resolution“-Grafik. |
| Cyber Tiger 2000                             | kompatibel    | |
| Daikatana                                    | kompatibel    | ermöglicht die „High-Resolution“-Grafik und den Widescreen-Modus. |
| Donald Duck: Goin' Quackers                  | kompatibel    | |
| Donkey Kong 64                               | benötigt      | notwendig, um das Spiel zu starten. |
| Duke Nukem: Zero Hour                        | kompatibel    | ermöglicht die „High-Resolution“-Grafik oder eine höhere Bildwiederholungsrate.                                                                                                |
| Excitebike 64                                | kompatibel    | ermöglicht die „High-Resolution“-Grafik. |
| F1 Racing Championship                       | kompatibel    | |
| F-1 World Grand Prix II                      | kompatibel    | ermöglicht, das eigene Rennen noch einmal anzuschauen. |
| FIFA 99                                      | kompatibel    | ermöglicht die „High-Resolution“-Grafik in 640 × 480. |
| Gauntlet Legends                             | kompatibel    | ermöglicht den Vier-Spieler-Modus. |
| Hybrid Heaven                                | kompatibel    | |
| Hydro Thunder                                | kompatibel    | ermöglicht den Drei- und Vier-Spieler-Modus. |
| Indiana Jones and the Infernal Machine       | kompatibel    | |
| Indy Racing 2000                             | kompatibel    | ermöglicht Wiederholungen von bis zu 50 Runden langen Rennen im Singleplayer und bis zu 40 Runden langen Rennen im Multiplayer anzusehen.                                      |
| International Superstar Soccer 2000          | kompatibel    | ermöglicht die „High-Resolution“-Grafik. |
| International Track & Field 2000             | kompatibel    | |
| Jeremy McGrath Supercross 2000               | kompatibel    | |
| Ken Griffey, Jr.'s Slugfest                  | kompatibel    | ermöglicht die „High-Resolution“-Grafik. |
| The Legend of Zelda: Majora’s Mask           | benötigt      | notwendig, um das Spiel zu starten. |
| Madden NFL 2000                              | kompatibel    | |
| Madden NFL 2001                              | kompatibel    | |
| Madden NFL 2002                              | kompatibel    | |
| Mega Man 64                                  | kompatibel    | |
| NBA Jam 2000                                 | kompatibel    | nur bei PAL-Version. |
| NFL Quarterback Club '99                     | kompatibel    | |
| NFL Quarterback Club 2000                    | kompatibel    | |
| NFL Quarterback Club 2001                    | kompatibel    | |
| Nuclear Strike 64                            | kompatibel    | ermöglicht die „Medium-Resolution“-Grafik |
| Perfect Dark                                 | empfohlen     | Das Expansion Pak ermöglicht die Einzelspieler-Kampagne und den Mehrspieler-Modus für bis zu vier Spieler. Ohne steht nur ein eingeschränkter Zweispieler-Modus zur Verfügung. |
| Pokémon Stadium 2                            | kompatibel    | erhöht die Auflösung auf 640 × 480. |
| Quake II                                     | kompatibel    | erhöht die Grafikdetailgenauigkeit. |
| Rat Attack                                   | kompatibel    | |
| Rayman 2: The Great Escape                   | kompatibel    | erhöht die Auflösung. |
| Re-Volt                                      | kompatibel    | ermöglicht die „Medium-Resolution“-Grafik und mit dem Cheat-Code FLYBOY die „High-Resolution“-Grafik.                                                                          |
| Resident Evil 2                              | kompatibel    | erhöht die Auflösung und die Texturendetails. |
| Road Rash 64                                 | kompatibel    | erhöht die Bildwiederholfrequenz von 30 Hz auf 60 Hz und ermöglicht die „High-Resolution“-Grafik                                                                               |
| Roadsters                                    | kompatibel    | |
| San Francisco Rush 2049                      | kompatibel    | ermöglicht Musik bei den Arcade-Rennen und schaltet die Strecke Advanced Circuit frei.                                                                                         |
| Shadow Man                                   | kompatibel    | verbessert die Texturenqualität. |
| Shadowgate 64: Trials of the Four Towers     | kompatibel    | |
| South Park                                   | kompatibel    | ermöglicht die „High-Resolution“-Grafik und erhöht die Bildwiederholfrequenz in der „Low-Resolution“-Grafik.                                                                   |
| Spider-Man                                   | kompatibel    | |
| Star Wars: Episode I: Battle for Naboo       | kompatibel    | erhöht die Auflösung auf 640 × 480. |
| Star Wars: Episode 1 Racer                   | kompatibel    | ermöglicht die „High-Resolution“-Grafik mit einer Auflösung von 640 × 480 und erhöht die Bildwiederholfrequenz in der „Low-Resolution“-Grafik.                                 |
| Star Wars: Rogue Squadron                    | kompatibel    | erhöht die Auflösung auf 640 × 480. |
| StarCraft 64                                 | empfohlen     | notwendig, um die Brood-War-Missionen spielen zu können und um den Zwei-Spieler-Modus freizuschalten.                                                                          |
| Stunt Racer 64                               | kompatibel    | |
| Supercross 2000                              | kompatibel    | |
| Tom Clancy’s Rainbow Six                     | kompatibel    | |
| Tony Hawk’s Skateboarding                    | kompatibel    | |
| Tony Hawk’s Pro Skater 2                     | kompatibel    | erhöht die Bildwiederholfrequenz. |
| Tony Hawk’s Pro Skater 3                     | kompatibel    | |
| Top Gear Hyper Bike                          | kompatibel    | |
| Top Gear Overdrive                           | kompatibel    | ermöglicht die „High-Resolution“-Grafik und verbessert die Texturen. |
| Top Gear Rally 2                             | kompatibel    | ermöglicht die „High-Resolution“-Grafik (Cheat zur Aktivierung (im Hauptmenü eingeben): C-links, C-links, links auf dem D-Pad, L, L)                                           |
| Turok 2: Seeds of Evil                       | kompatibel    | ermöglicht die „High-Resolution“-Grafik. |
| Turok 3: Shadow of Oblivion                  | kompatibel    | |
| Turok: Rage Wars                             | kompatibel    | ermöglicht die „High-Resolution“-Grafik. |
| Vigilante 8                                  | kompatibel    | |
| Vigilante 8: 2nd Offense                     | kompatibel    | |
| World Driver Championship                    | kompatibel    | ermöglicht die „High-Resolution“-Grafik. |
| Xena: Warrior Princess: The Talisman of Fate | kompatibel    | |